# Langchenggang
Langchenggang (kinesiska: 狼城岗, 狼城岗镇) är en köping i Kina. Den ligger i provinsen Henan, i den centrala delen av landet, omkring 49 kilometer öster om provinshuvudstaden Zhengzhou. Antalet invånare är 37 998. Befolkningen består av 18 648 kvinnor och 19 350 män. Barn under 15 år utgör 24,0 %, vuxna 15-64 år 67 %, och äldre över 65 år 7,0 %.
Genomsnittlig årsnederbörd är 681 millimeter. Den regnigaste månaden är juli, med i genomsnitt 182 mm nederbörd, och den torraste är januari, med 4 mm nederbörd.